# Azid
Azid er en anion med formlen N3−. Det er den korresponderende base til hydrogenazid, HN3. N3− er en lineær anion som er isoelektronisk med CO2 og N2O. Ved hjælp af valensbindingsteori kan azid beskrives ved flere resonansstrukturer, hvor den vigtigste er N−=N+=N−. Azid er også en funktionel gruppe i organisk kemi, RN3.
Natriumazid bruges i airbags til bl.a. biler, hvor det ved hjælp af varme dekomponerer til dinitrogen-gas og derved hurtigt udvider airbaggen. Det antivirale lægemiddel zidovudin (AZT) indeholder en azidogruppe.
I organisk kemi bruges azider ofte til at introducere en aminogruppe. De er også populære til "click-reaktioner" og Staudinger-reaktionen. Azider med lille molekylvægt er ofte ustabile (eksplosive), og påpasselighed er påkrævet.